# Brücken (Kusel)
Brücken (ufficialmente Brücken (Pfalz)) è un comune di 2.227 abitanti della Renania-Palatinato, in Germania.
Appartiene al circondario (Landkreis) di Kusel (targa KUS) ed è parte della comunità amministrativa (Verbandsgemeinde) di Oberes Glantal.